# Stevenage

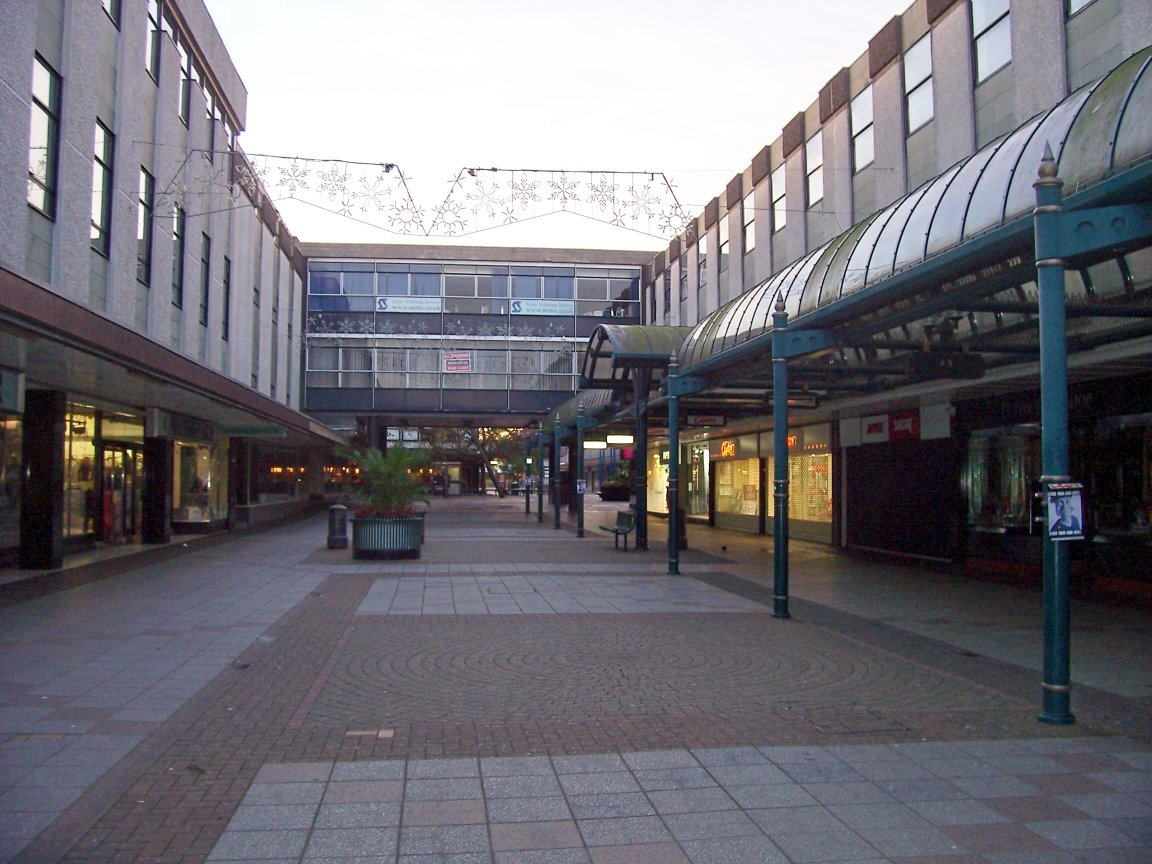
Fußgängerzone

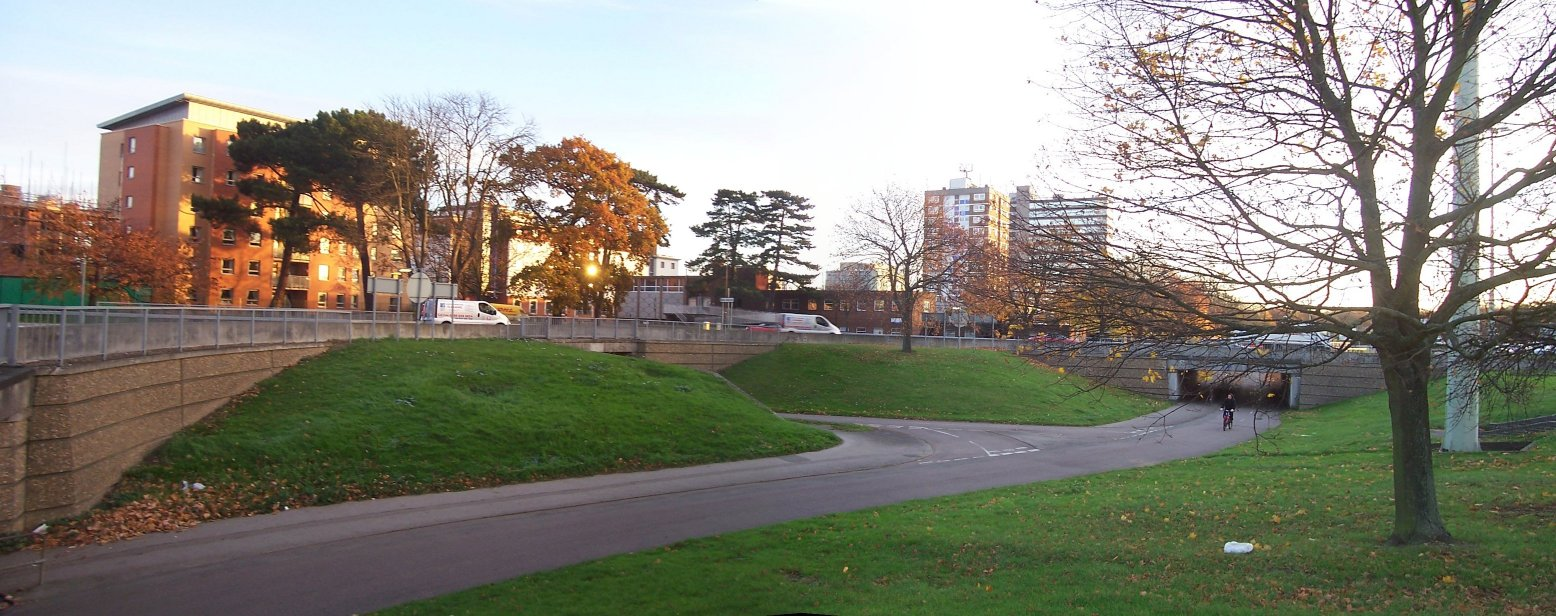
Fuß- und Fahrradweg in einer Verkehrsinsel

Stevenage ist eine Stadt und ein District in Hertfordshire, England, rund 40 km nördlich von London. Stevenage liegt östlich der Anschlussstellen 7 und 8 der A1(M) zwischen Letchworth Garden City im Norden und Welwyn Garden City im Süden.

## Einwohner
Die Einwohnerzahl betrug 1801 1430, 1901 4049, 2001 79.724 und 2021 89,495 Personen – mit dem größten Anstieg in den 1950er und 1960er Jahren, nachdem die Stadt am 1. August 1946 die erste „New Town“ in der Umgebung von London wurde. Diese „New Town“ wurde als Stadt der Separation geplant; als so genannte Sennstadt sollte sie Fußgänger- und Autowege vollkommen voneinander trennen.
Man gelangt tatsächlich noch von z. B. Pin Green bis in die Innenstadt, ohne eine Straße überqueren zu müssen.

## Entwicklung und Stadtteile
Stevenage hat eine kleine Altstadt „Old Town“ mit allen Annehmlichkeiten wie Banken, Geschäften, Cafés, Bars, Hotels, Kirchen und einer Bücherei.
Weitere Stadtteile sind u. a. Stoney Hall, Monks Wood, Bedwell, Broadwater, Shephall, Chells, Chells Manor, Pin Green, Symonds Green and St. Nicholas.
Auf dem Grenzgebiet zum North Hertfordshire District befindet sich das neue Viertel Great Ashby. Dort gibt es 3 Schulen, eine Kirchengemeinde, einen mittelgroßen Supermarkt, eine Apotheke, einen Friseur, einen China-Imbiss und demnächst ein kleines Krankenhaus.
Die 1959 eröffnete Fußgängerzone von Stevenage war die erste ihrer Art in Großbritannien.

## Kultur und Erholung

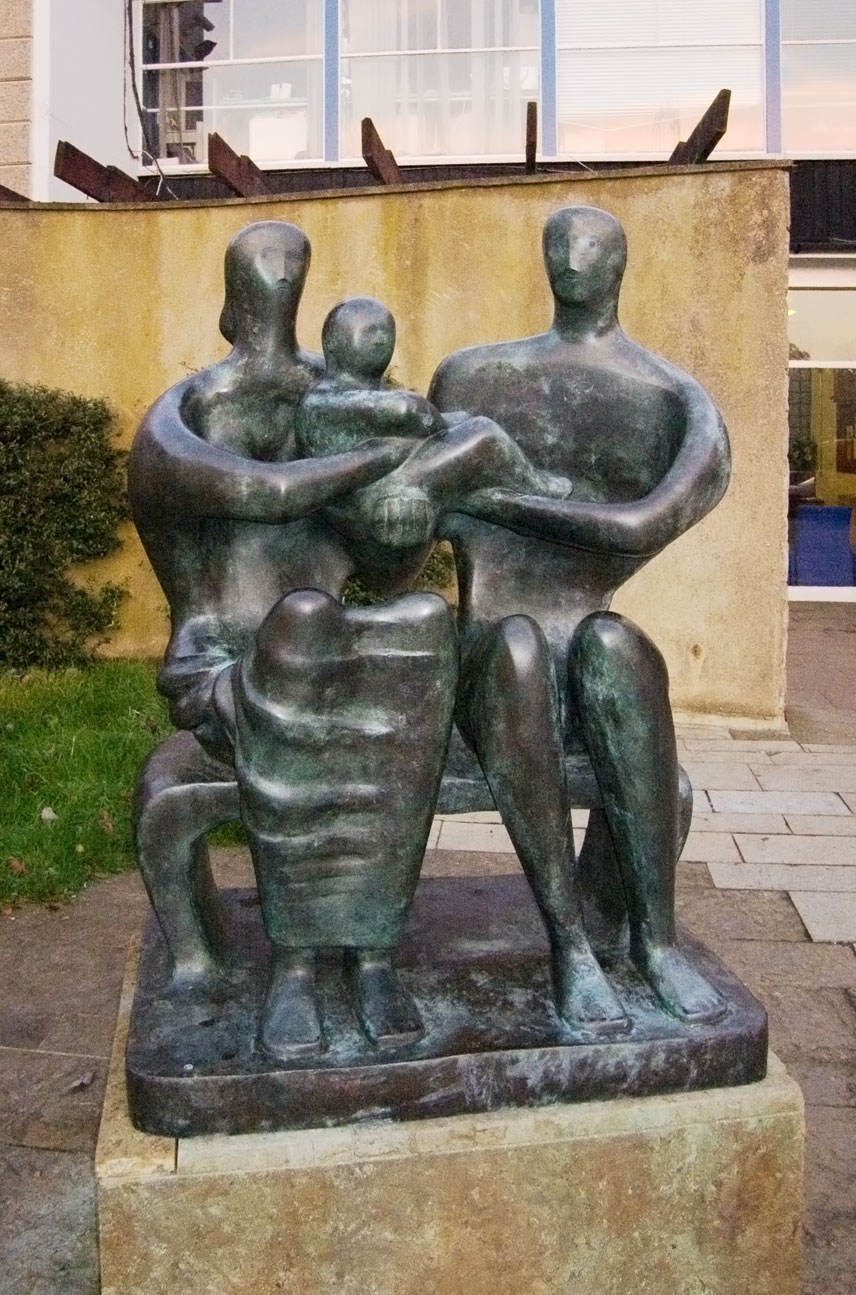
Henry Moore, Family Group

Der Erholungspark Fairland Valley besteht aus einem weitläufigen Park und drei Teichen bzw. Seen, die beiden größeren können mit kleinen Booten befahren werden.
In allen Stadtteilen befinden sich Parks, teilweise recht groß und mit kleinen Wäldern.
Der Stevenage Brook fließt im Süden der Stadt.
Das Stevenage Leisure Centre vor dem Bahnhof umfasst ein Theater und mehrere Sporteinrichtungen.
Der Stevenage Leisure Park hinter dem Bahnhof besitzt ein altes Kino, einen Club und eine Vielzahl von Restaurants.
Für Stevenage schuf der berühmte Bildhauer Henry Moore 1950 die Bronzeskulptur Family Group, die heute am Eingang der Barclay School steht. Es war Moores erste öffentliche Großskulptur. Die Anregung für den Skulpturenauftrag stammte von Chief Education Officer John Newsom.
In Stevenage befinden sich die „Six Hills“, die größte Ansammlung römischer Grabhügel in England.

## Söhne und Töchter und prominente Bewohner
Die Stadt ist der Geburtsort des siebenfachen Formel-1-Weltmeisters Lewis Hamilton, der Profifußballer Ashley Young (Manchester United FC) und Jack Wilshere (Arsenal FC), des Models und Schauspielers Alexander Richard Pettyfer, des Schauspielers Ed Westwick, bekannt aus der amerikanischen Hit-Serie Gossip Girl, des aus den Harry-Potter-Filmen bekannten Schauspielers Rupert Grint und der Popsängerin Charli XCX. Der Theaterreformer Edward Gordon Craig ist ebenfalls hier geboren.
Hier lebte Naum Slutzky, der bekannte Industriedesigner und Meister am Weimarer Bauhaus. Er starb 1965 in Stevenage.

## Städtepartnerschaften
- Autun, Frankreich, seit 1963
- Ingelheim am Rhein, seit 1963
- Kadoma, Simbabwe, seit 1989
- Schymkent, Kasachstan, seit 1990

1975 wurde die Dreierpartnerschaft zwischen Ingelheim, Autun und Stevenage besiegelt.

## Wirtschaft und Infrastruktur
An die Wohngebiete schließen jeweils kleine und größere Industriegebiete an.
In der Vergangenheit waren viele große Unternehmen in Stevenage vertreten.
Übriggeblieben sind noch Astrium, Betfair, DuPont, GlaxoSmithKline, IBM, MBDA und andere.
Vom Bahnhof aus gelangt man in 30 Minuten ins Zentrum von London. Daher leben sehr viele Pendler in Stevenage. Der zentrale Busbahnhof bietet Verbindungen in alle umliegenden Stadtteile, einige Nachbarorte und -Städte und Fernbusse zu den Flughäfen Stansted und Luton und nach Manchester und London.

## Weiteres
Die Zahl minderjähriger Mütter ist eine der höchsten des Landes (ähnlich wie Greenock in Schottland). Die Scheidungsrate ist auch sehr hoch.
Trotz der relativ hohen Anzahl an nationalen und internationalen HighTech-Firmen, ist die Bereitwilligkeit, einen höheren Bildungsabschluss zu erzielen, gering, und viele junge Menschen arbeiten in Niedriglohnjobs.

## Söhne und Töchter der Stadt
- William Jowitt, 1. Earl Jowitt (1885–1957), Jurist und Politiker
- Lewis Hamilton (* 1985), Automobil-Rennfahrer
- David Button (* 1989), Fußballspieler
- David Stevenson (* 1999), Tennisspieler
- Joanna Garland (* 2002), taiwanische Tennisspielerin

## Städtepartnerschaften
- Simbabwe, Kadoma[1]